# サンマックス
株式会社サンマックスは、日本の床暖房販売会社である。ただし独自に開発した商品に関してはメーカーとしての立場も持つ。主にメカ・エンジの床暖房の販売・施工を行っているが、他に太陽光発電システムの販売・施工などを行っている。
創業者であり代表取締役である佐藤千恵美は、元バスケットのプロプレイヤーであり、日本がボイコットしたモスクワ五輪において、バスケットボール女子日本代表であったという異色の経歴を持つ（予選開催中に日本がボイコットを表明したため、日本は出場権を得ていない）。